# Zenon Poniatowski
Zenon Poniatowski (ur. 9 listopada 1954) – polski lekkoatleta, specjalizujący się w biegach długodystansowych.

## Osiągnięcia
- Mistrzostwa Polski seniorów w lekkoatletyce (3 medale)[1]
  - Warszawa 1978
    - srebrny medal w biegu na 5000 m

  - Sopot 1981
    - brązowy medal w biegu na 10 000 m

  - Brzeszcze 1984
    - srebrny medal w półmaratonie

## Rekordy życiowe
- bieg na 5000 metrów
  - stadion – 13:42,6 (Warszawa 1978)
- bieg na 10 000 metrów
  - stadion – 28:49,8 (Sopot 1981)
- maraton – 2:13:56 (Cesano 1986)